# Niccolò Sagredo

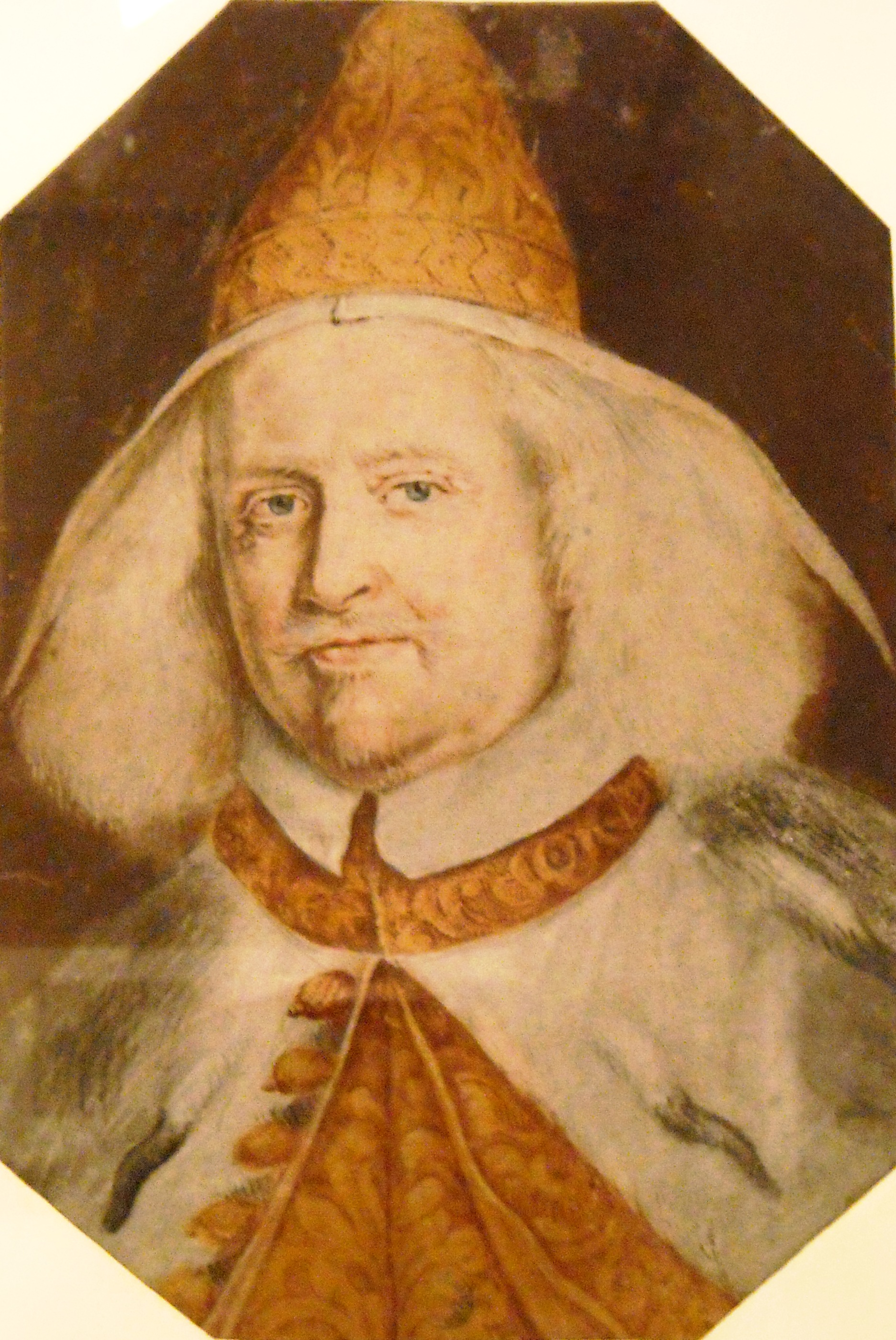
Girolamo Forabosco: Niccolo Sagredo

Niccolò Sagredo (* 18. Dezember 1606 in Venedig; † 15. August 1676 ebenda) war nach der Zählweise der staatlich gesteuerten Geschichtsschreibung der Republik Venedig ihr 105. Doge. Er regierte vom 6. Februar 1675 bis zu seinem Tod kaum eineinhalb Jahre lang.
Sein Vater wurde 1630 wegen Feigheit zu zehn Jahren Haft verurteilt, und nur dem Tod zweier seiner Brüder war es zu verdanken, dass er entlassen und rehabilitiert wurde, und sich in den folgenden Jahrzehnten in den Diensten der Republik Venedig bewähren konnte. Dies ermöglichte den Aufstieg seines Sohnes Nicolò. Dieser war vor allem als Botschafter tätig, der sich mit unzureichendem Erfolg um die Finanzierung des Krieges gegen die Osmanen um Kreta (1645–1669) bemühte, ebenso wie um militärische Unterstützung. In Rom lernte er eine Reihe von Künstlern kennen, und er trug sowohl dort, als auch in Venedig zur Verschönerung der Stadt bei.

## Familie
Die Sagredo gehörten zu den neuesten Familien, den case novissime, die erst nach dem Chioggia-Krieg in den Kreis der Nobili aufgenommen worden waren. Sie führten ihre Herkunft jedoch bis auf die Römer zurück, als sie noch den Namen „Secreti“ trugen. Nach Venedig waren sie aus Sebenico gekommen, dem heutigen Šibenik. In einem Dokument von 1012 erscheinen sie als „Secredi“.

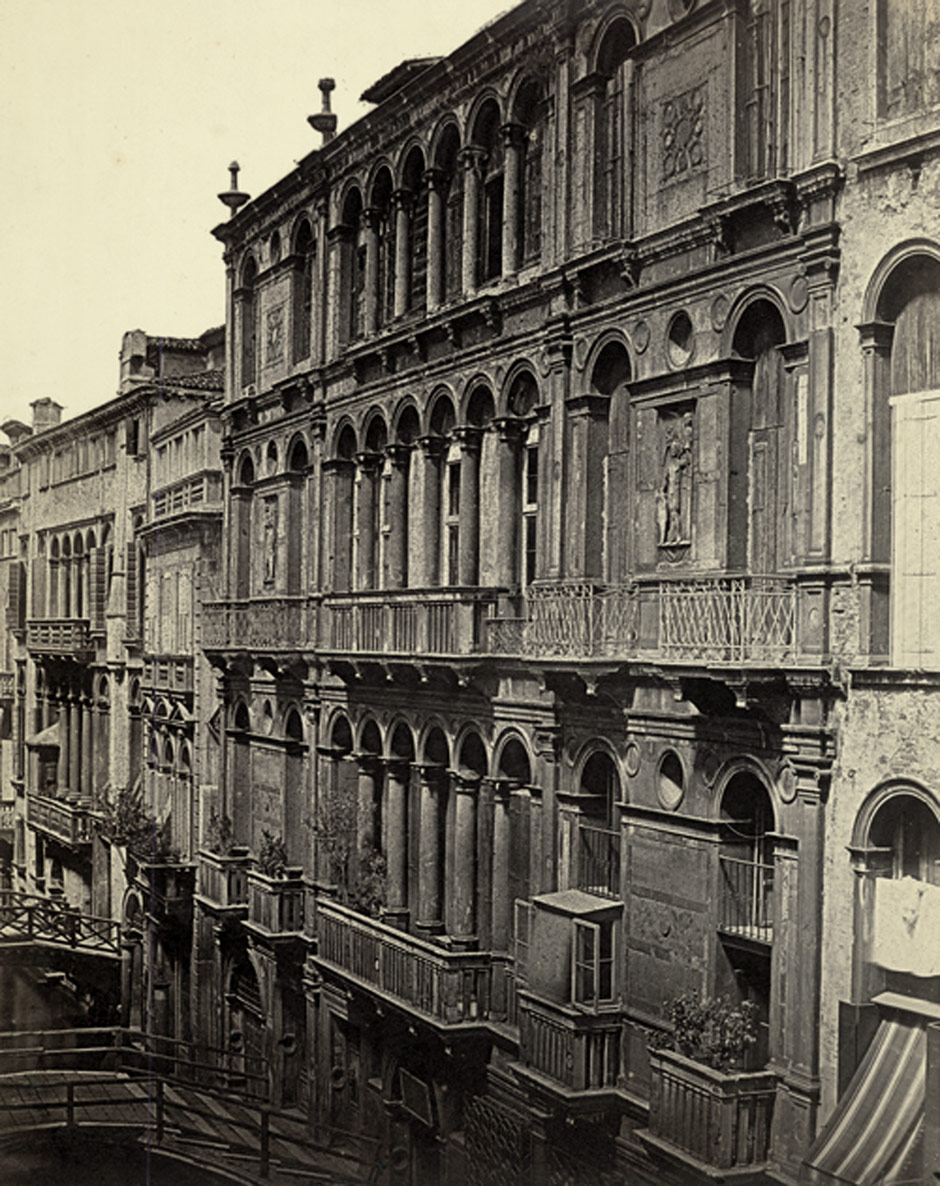
Fotografie des Palastes der Sagredo aus den 1870er Jahren, heute Palazzo Trevisan Cappello

Nicolò Sagredo entstammte den Sagredo del ramo di S. Sofia. Er war der älteste von acht Söhnen des Prokurators von San Marco, des Zaccaria Sagredo, und der Paula Foscari, einer Nachfahrin von Francesco Foscari aus dem Familienzweig von San Pantalon. Von seinen zehn Geschwistern fielen zwei Brüder bei den Kämpfen um Candia (Kreta), ein Bruder war Patriarch von Venedig. Einer seiner Vorfahren zählt zu den Heiligen der Katholischen Kirche, Gherardo (Gellért), Abt des Benediktinerklosters San Giorgio, der 1046 in Ungarn den Märtyrertod erlitt („Apostel der Ungarn“).
Zaccaria Sagredo war wegen Feigheit in der Schlacht bei Valeggio vom 25. Mai 1630 der Rang eines Prokuratoren von San Marco entzogen und zugleich war er zu zehn Jahren Haft verurteilt worden. Nur der Tod seiner Brüder Bernardo und Paolo kurz vor und zu Beginn des besagten Krieges um Kreta (1645 und 1646) führte zu seiner Rehabilitation. Er wurde später Botschafter am spanischen Hof, wo er auch zum Ritter geschlagen wurde. Auch war er Botschafter am päpstlichen Hof in Rom.
Die Familie gehörte zu den reichsten Venedigs. Zum Zeitpunkt der Wahl Niccolò Sagredos zum Dogen besaß sie neben einem Palast in der Stadt ausgedehnten Grundbesitz in Venetien, auf Istrien und in Dalmatien. Die Sagredo di S. Sofia lebten im Palazzo Trevisan am Rio di Palazzo. Dort hatte 1629 der Dialogo sopra i due massimi sistemi del mondo, tolemaico e copernicano zwischen Galileo Galilei und dem Onkel des späteren Dogen, Giovan Francesco Sagredo, stattgefunden. 1661 erwarben die Sagredo den nach ihnen benannten Palast, die Ca’ Sagredo. Die Familie besaß Wälder und Eisenminen in den Dolomiten sowie eine Villa in Marocco di Venezia, südlich von Mogliano Veneto.
Der Santa-Sofia-Zweig der Sagredo starb 1738 mit dem erbenlosen Gerardo aus, der 1692 zur Welt gekommen war.

## Leben

### Botschafter in Paris, im Reich, in Rom

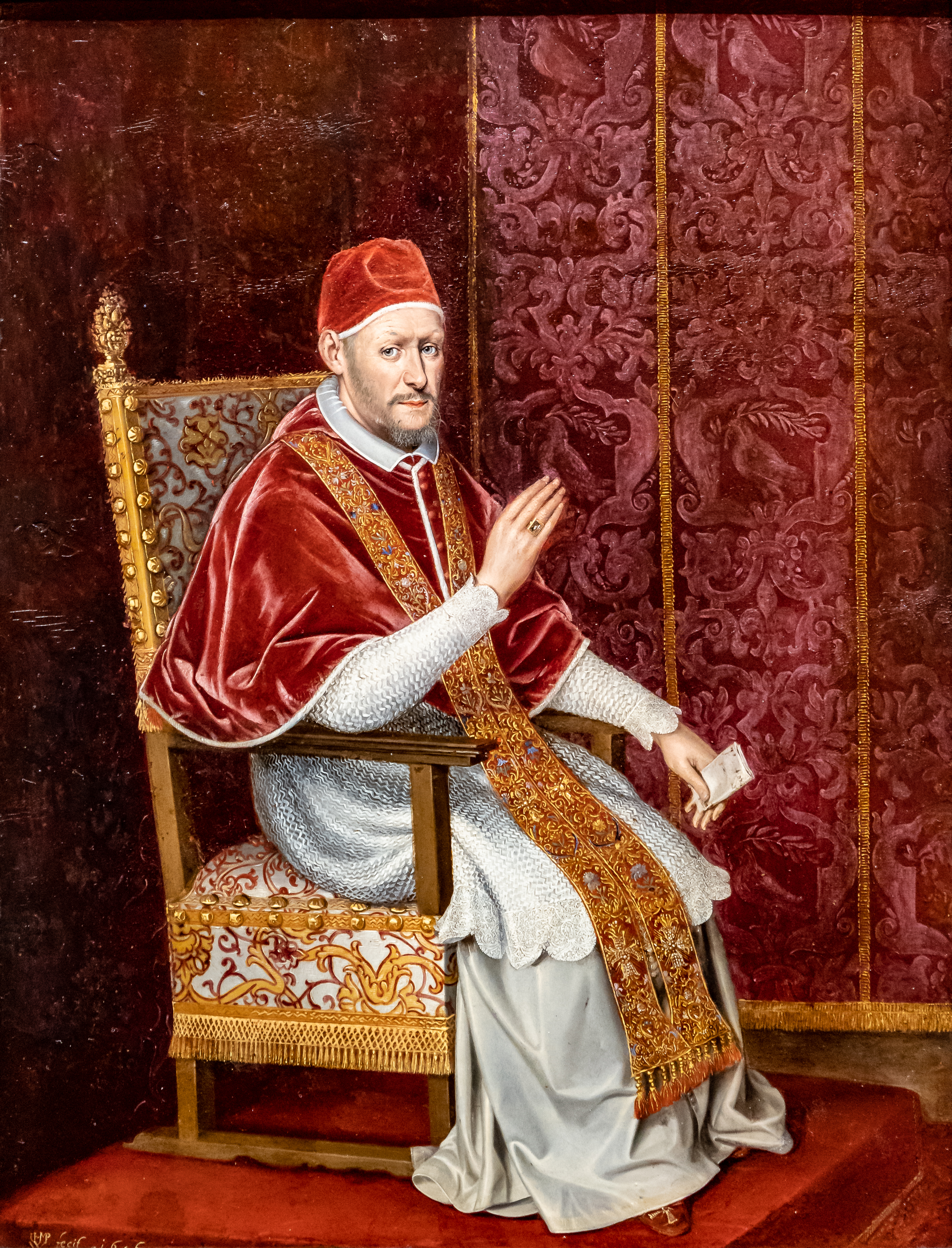
Porträt Papst Innozenz‘ X. von Wolfgang Heimbach, 1646

Niccolò Sagredo galt, ähnlich wie sein Bruder Alvise, der später eine kirchliche Laufbahn einschlug, als geschickter Diplomat und begabter Redner. Er hatte der Stadt als Diplomat und in Verwaltungsämtern gedient. Als Botschafter am spanischen Hof wurde er mit dem Titel eines Cavaliere ausgezeichnet, zuvor war er bereits Botschafter in Frankreich und im Reich gewesen. Am 30. April 1650 entschied der Senat, ihn, als Nachfolger des Giovanni Giustinian, als Botschafter nach Rom zu schicken. Das Amt wurde ihm am 12. Oktober 1651 übertragen, Anfang Dezember erreichte er Rom, am 7. Dezember erhielt er eine Audienz bei Papst Innozenz X.
1653 gelang es ihm nur mühsam, wenigstens 2000 Mann zugesagt zu bekommen, mit deren Hilfe die Republik Venedig versuchte, die Insel Kreta zu verteidigen. Bis 1655 bleib Sagredo in Rom, um noch im selben Jahr und erneut 1660 dort als Gesandter zu erscheinen.
Doch verhandelte er nicht nur wegen der Hilfen im Osmanenkrieg, sondern er lernte auch eine Reihe von Künstlern kennen. Unter diesen waren Viviano Codazzi, Jacques Courtois, Michelangelo Cerquozzi, Giovanni Ghisolfi, Pietro da Cortona, Salvator Rosa. Auch kümmerte er sich um die römische San-Marco-Kirche, bei deren Ausschmückung einige der besagten Künstler tätig waren.
Am 18. Juni 1655 wurde Sagredo Prokurator von San Marco de citra. 1659 und 1668 war er als Riformatore dello Studio di Padova für die Universität Padua zuständig. 1661 erwarb er von den Morosini die heutige Ca' Sagredo. Der spanische König schlug ihn zum Ritter.

### Das Dogenamt
Am 6. Februar 1675 wurde er im ersten Wahlgang gegen die Konkurrenten, beide Prokuratoren, Angelo Correr und Antonio Bernardo mit großer Mehrheit zum Dogen gewählt. Die Venezianer gewann er durch seine Großzügigkeit und seine karitative Tätigkeit für sich, auch wenn er blass, klein und von gekrümmter Gestalt war.
Trotz des Verlustes von Candia war Venedig weiterhin eine Stadt, in der große Vermögen für die Verschönerung der Stadt eingesetzt wurden. Auch Sagredo kümmerte sich um die Verschönerung des Dogenpalasts, aber auch um die kunstvolloe Pflasterung der wichtigsten Straßen in der Stadt, wie etwa die Merceria zwischen Markusplatz und Rialtobrücke. Sie waren zuvor nur mit Pflastersteinen belegt. Insgesamt war sein Dogat eine Zeit relativen Friedens und der ökonomischen Erholung von den Kriegsfolgen. Sein Bruder Alvise konnte nun erst, als Niccolò tot war, Patriarch von Venedig werden, was die Gesetze ansonsten unmöglich gemacht hätten. 
Niccolò Sagredo starb am 15. August 1676, möglicherweise an einer aufgebrochenen Nabelhernie. In den Elogen zirkulierte das Anagramm „Dose con gloria“ (Doge voller Ruhm).

## Grabmal, Porträt

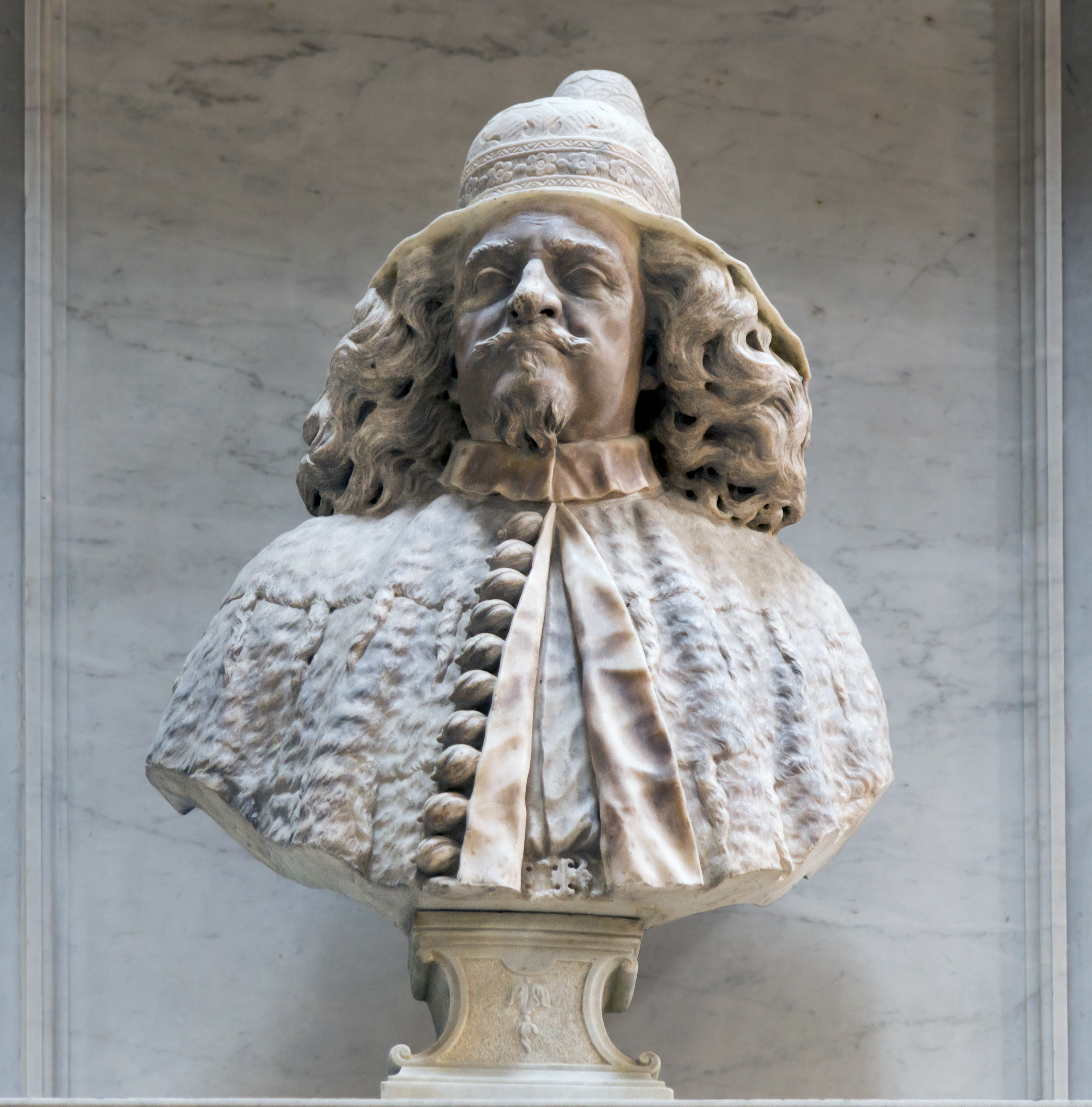
Die dortige Büste des Dogen von 1746

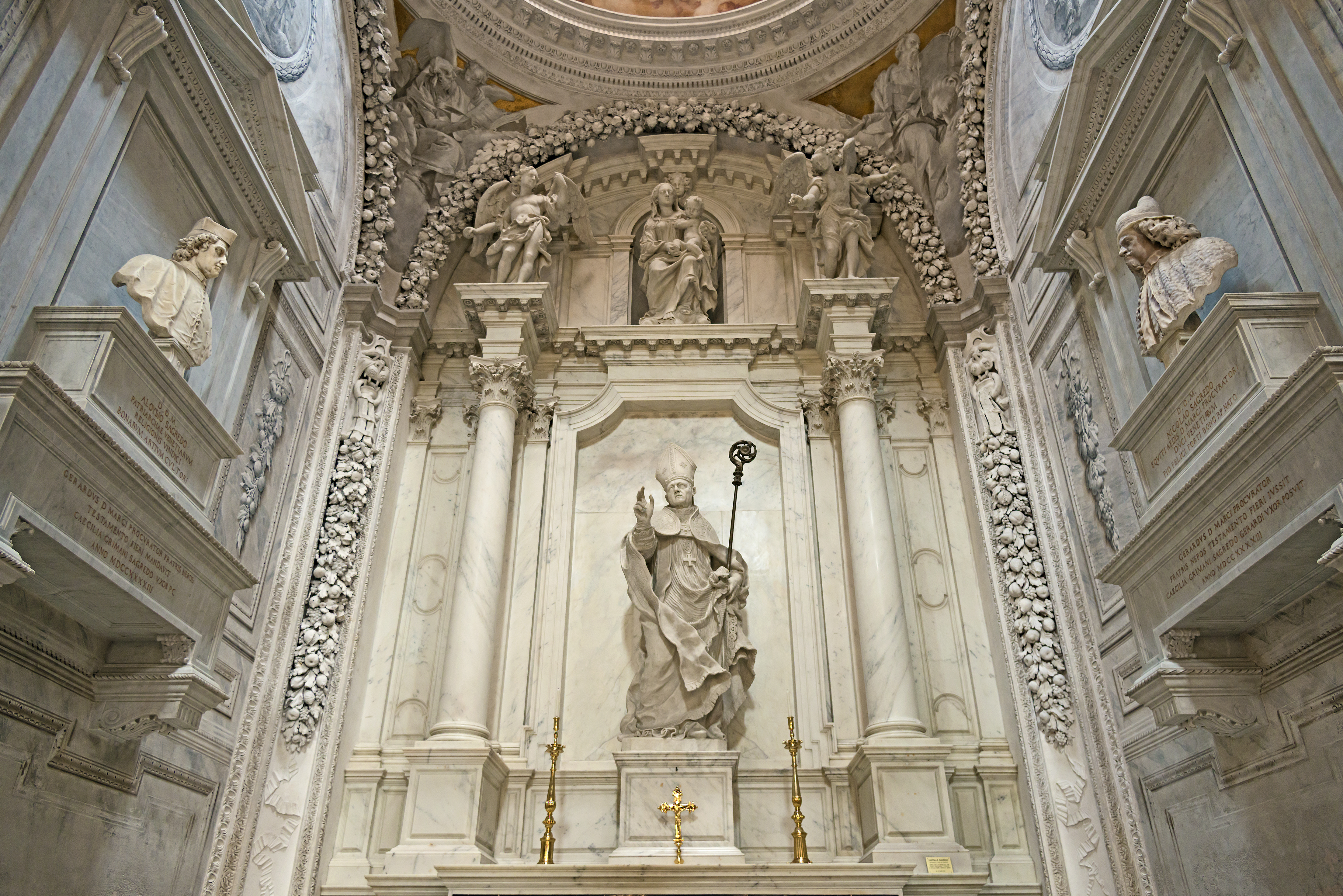
Die Cappella Sagredo in der Kirche San Francesco della Vigna

Seine sterblichen Überreste wurden in der Familienkapelle der Sagredo in der Kirche San Francesco della Vigna begraben. Dort sollte auch sein Bruder Alvise beigesetzt werden. Die Kapelle war durch das Aussterben der Familie Del Basso an die Sagredo gekommen; diese widmeten sie San Gherardo, wie es bei Da Mosto heißt. Das Testament des Dogen sah eine tägliche Messe zu seinem Gedenken vor.
Die Büste Nicolò Sagredos wurde von Antonio Gai 1746 geschaffen (nach Cessi 1743), ihm gegenüber befindet sich eine Büste seines Bruders. Die Initiative kam von Cecilia Grimani Calergi Sagredo, die die Büste des Dogen testamentarisch verfügte. Andrea Celesti fertigte ein Porträt für die Sala dello Scrutinio im Dogenpalast an.